# Cattive inclinazioni
Pour plus de détails, voir Fiche technique et Distribution.
Cattive inclinazioni est un film italien réalisé par Pierfrancesco Campanella (it), sorti en 2003.

## Synopsis
Un tueur en série assassine de nombreuses femmes. C'est le procureur Rita Facino qui est chargée de l'enquête.

## Fiche technique
- Titre original : Cattive inclinazioni
- Réalisation : Pierfrancesco Campanella (it)
- Scénario : Pierfrancesco Campanella, Gianluca Curti (it), Enzo Gallo (it)
- Société de production :
- Année de production : 2003
- Photographie :
- Montage:
- Décors :
- Musique :
- Pays d'origine :  Italie
- Langue : italien
- Genre : Drame, thriller
- Lieux de tournage : Rome, Latium, Italie
- Durée : 95 min
- Date de sortie :
  - Italie : 26 septembre 2003

## Distribution
- Eva Robin's : Nicole Cardente
- Mirca Viola (it) : Rita Facino
- Elisabetta Cavallotti : Otilia
- Antonio Petrocelli (it) : Visconti
- Elisabetta Rocchetti : Donatella
- Guido Berti : Premio Politano
- Rosaria De Cicco (it) : Gabriella
- Gianna Paola Scaffidi : Laura Melli
- Delia D'Alberti : la tante de Rita
- Elena Magoia (it)
- Giuseppe Simonelli : Santillo
- Carlo Molfese (it)
- Franco Nero : le vagabond
- Florinda Bolkan : Mirta Valenti
- Valentina Marcialis